# Akwapim-Togo-Kette

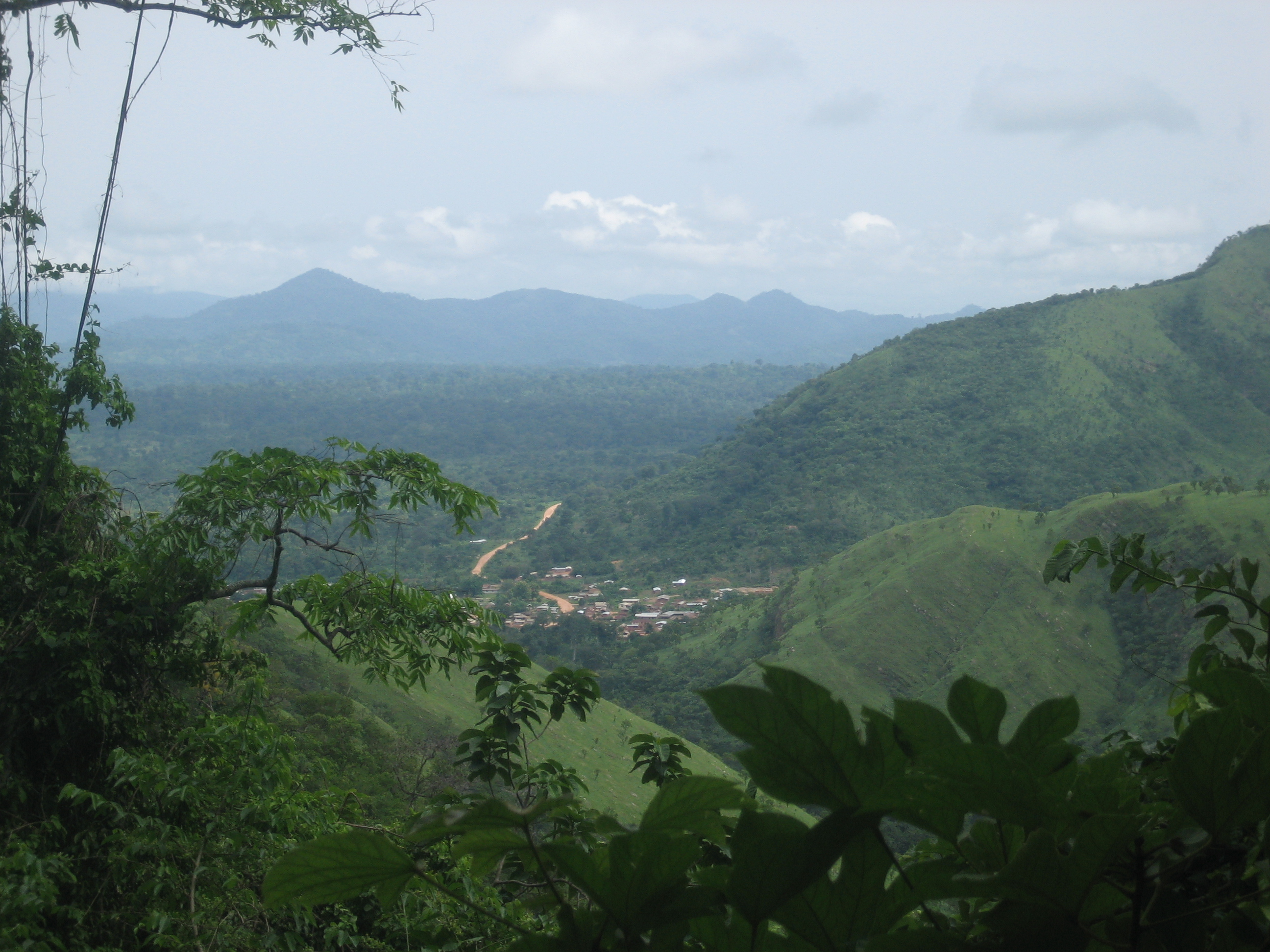
Akwapim-Togo-Kette

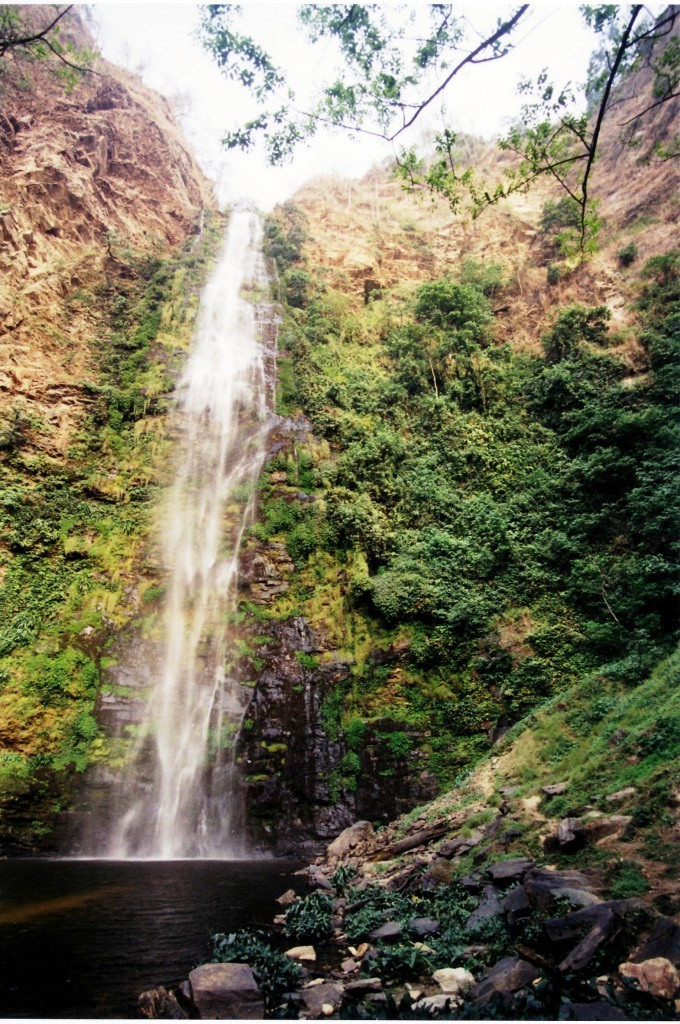
Wli-Falls an der Grenze zu Togo

Die Akwapim-Togo-Kette ist eine Bergkette, die sich im östlichen Ghana nördlich der Hauptstadt Accra in der Nähe des Dorfes Pokoasi in Richtung Togo erhebt und sich dort im Grenzgebiet ausdehnt. Die Bergkette wird durchtrennt vom Volta, der im Anfangsbereich seinen Weg zum Atlantik sucht.
In die Akwapim-Togo-Kette ist an der Stelle, an der sie durch den Volta zerschnitten wird, auch der Akosombo-Staudamm gebaut worden, der den Volta-See aufstaut.
Zugleich bezeichnet man auch einen von fünf größeren Naturräumen als Akwapim-Togo-Kette. Weitere sind Low Plains, Hochland von Aschanti, Volta-Becken und High Plains.
Der Teil der Akwapim-Togo-Kette, der zwischen Accra und dem Akosombo-Staudamm verläuft, nennt sich auch nur Akwapim-Berge. Hier liegt auch der botanische Garten von Aburi auf einer Höhe von ca. 450 Metern. Durchschnittlich bewegt sich diese Bergkette auf einer Höhe von 450 Metern und zeichnet sich durch eine Vielzahl von einsamen fast unberührten Schluchten und zahlreichen Wasserfällen, z. B. den Wli-Falls, aus.
Innerhalb dieser Bergkette liegen vereinzelte Berge vulkanischen Ursprungs, die fast durchgängig eine Höhe von über 600 Metern erreichen. Direkt an der Grenze zu Togo liegt auch der höchste Punkt Ghanas in der Akwapim-Togo-Kette, der Mount Afadjato mit einer Höhe von 886 Metern.
Die Berghänge sind vielfach mit dichtem Wald bewachsen, der zumeist die Eigenschaften einen tropischen Regenwaldes hat. An den Berghängen Akwapim-Togo-Kette werden Reis und andere Getreide angepflanzt. Kaffeeplantagen finden sich vor allem an Grenzgebiet zu Togo.